# 펑빈향

펑빈향의 위치

펑빈향(한국어: 풍빈향, 중국어: 豐濱鄉, 병음: Fēngbīn Xiāng)은 중화민국 화롄현의 향이다. 넓이는 162.4332 km2이고, 인구는 2015년 8월 기준으로 4,569명이다.

## 지리
펑빈향은 화롄현 동부의 연안부에 위치하고, 북쪽은 서우펑향과 서쪽은 펑린진, 광푸향, 루이수이향, 위리진과 남쪽은 타이둥현 창빈향과 접하고, 동쪽은 태평양에 접하고 있다. 현내에서 인구 규모가 가장 작은 향진이다. 하이안산맥과 태평양의 사이에 위치해, 경관은 중요한 관광 자원이 되고 있다. 주민은 원주민인 아메이족이 대부분을 차지하고 카발란족도 거주하고 있다.